# 阪急・浪漫沿線
『阪急・浪漫沿線』（はんきゅう・ろまんえんせん）は、スカパー!e2のTAKARAZUKA SKY STAGEで、2010年1月1日から2010年12月31日まで放送されていた情報番組。阪急電鉄製作。

## 概要
宝塚歌劇団に所属する、現役タカラジェンヌが阪急電鉄沿線の名所を旅する旅番組。テーマを1つ決めて2話に分けて放送する（違うスポットを1回ずつやるなど、例外もあり）。1つのテーマに付き、訪れる駅は1つの事もあれば、複数や全く無い事もある。放送時間は15分。
テーマ曲はOPのみ、ナット・キング・コール『L-O-V-E』。
2010年末に放送終了後、当番組の後番組的な位置づけとして、2011年7月より『いにしえ逍遥・旅タカラジェンヌ』が放送されている。

## 放送内容
放送日は、一番早いTAKARAZUKA SKY STAGEでの放送日。月の前半は目安として、1～15日，後半は16日～末日を指す。
愛加あゆ、彩風咲奈、麻央侑希、実咲凜音、十碧れいや、早乙女わかば、蒼羽りく、彩凪翔の8人は、『いにしえ逍遥・旅タカラジェンヌ』にも出演している。
| 回           | 放送日         | 作品名                                 | 舞台となった駅（阪急のみ） | 出演者（タカラジェンヌ。括弧内は組名・期名・役名） |
| ------------ | -------------- | -------------------------------------- | -------------------------- | -------------------------------------------------- |
| 1            | 2010年1月前半  | はんなりと古都を歩く（1）              | 河原町                     | 愛加あゆ（雪組・91期・娘役）                       |
| 2            | 2010年1月後半  | はんなりと古都を歩く（2）              | 河原町                     | 愛加あゆ（雪組・91期・娘役）                       |
| 3            | 2010年2月前半  | 七福神 阪急沿線の福めぐり（1）         | 宝塚、清荒神、中山         | 彩風咲奈（雪組・93期・男役）                       |
| 4            | 2010年2月後半  | 七福神 阪急沿線の福めぐり（2）         | 池田                       | 彩風咲奈（雪組・93期・男役）                       |
| 5            | 2010年3月前半  | 梅香る上七軒界隈を歩く                 | なし                       | 星吹彩翔（宙組・93期・男役）                       |
| 6            | 2010年3月後半  | 伝統息づく西陣を歩く                   | なし                       | 星吹彩翔（宙組・93期・男役）                       |
| 7            | 2010年4月前半  | 春を感じて夙川を歩く                   | 夙川                       | 真凛カンナ（月組・93期・娘役）                     |
| 8            | 2010年4月後半  | 「西北」の新しい街角めぐり             | 西宮北口                   | 真凛カンナ（月組・93期・娘役）                     |
| 9            | 2010年5月前半  | 緑まぶしい洛西の竹巡り                 | 洛西口                     | 麻央侑希（星組・94期・男役）                       |
| 10           | 2010年5月後半  | サイクリングで洛西の隠れ家探し         | 洛西口                     | 麻央侑希（星組・94期・男役）                       |
| 11           | 2010年6月前半  | 上質を知る 大人の六甲（1）             | 六甲                       | 真那春人（雪組・92期・男役）                       |
| 12           | 2010年6月後半  | 上質を知る 大人の六甲（2）             | 六甲                       | 真那春人（雪組・92期・男役）                       |
| 13           | 2010年7月前半  | 浴衣でそぞろ歩く 京都「和モダン」（1） | 烏丸                       | 実咲凜音（花組・95期・娘役）                       |
| 14           | 2010年7月後半  | 浴衣でそぞろ歩く 京都「和モダン」（2） | 烏丸                       | 実咲凜音（花組・95期・娘役）                       |
| 15           | 2010年8月前半  | 京都・松尾で名水を味わう               | 松尾                       | 十碧れいや（星組・93期・男役）                     |
| 16           | 2010年8月後半  | 五感で楽しむ 京都・松尾                | 松尾                       | 十碧れいや（星組・93期・男役）                     |
| 17           | 2010年9月前半  | 石畳の街・岡本 おしゃれ散歩            | 岡本                       | 愛希れいか（月組・95期・娘役）                     |
| 18           | 2010年9月後半  | 優雅に過ごす一日 神戸・御影            | 御影                       | 愛希れいか（月組・95期・娘役）                     |
| 19           | 2010年10月前半 | 秋の訪れを待つ 京都・嵐山（1）         | 嵐山                       | 早乙女わかば（月組・94期・娘役）                   |
| 20           | 2010年10月後半 | 秋の訪れを待つ 京都・嵐山（2）         | 嵐山                       | 早乙女わかば（月組・94期・娘役）                   |
| 21           | 2010年11月前半 | 紅葉の名所・箕面で秋めぐり             | 箕面                       | 蒼羽りく（宙組・93期・男役）                       |
| 22           | 2010年11月後半 | 秋風に誘われて 箕面再発見              | 箕面                       | 蒼羽りく（宙組・93期・男役）                       |
| 23           | 2010年12月前半 | 神戸・旧居留地でクリスマスを過ごす     | 三宮                       | 彩凪翔（雪組・92期・男役）                         |
| 24（最終回） | 2010年12月後半 | 異国の風を感じて 神戸・旧居留地        | 三宮                       | 彩凪翔（雪組・92期・男役）                         |

## スタッフ
- ナビゲーター（番組中では、車掌と表記）:柚木伸介
- 制作協力:浅井真純・隅谷真一（共に阪急電鉄株式会社）
- 構成:土屋幸喜
- プロデューサー:花岡美和
- ディレクター:植木邦久
- 技術協力:ヴィユー
- 公演制作著作:宝塚歌劇団
- 制作著作: 阪急阪神東宝グループ 阪急電鉄株式会社

## 放送時間
TAKARAZUKA SKY STAGE
- タカラヅカ・スカイ・ステージでの放送時間は固定されていない。

TwellV…隔週毎に新しい回を放送。（現在は放送終了）
- 月曜日 7:45 - 8:00（初回）
- 火曜日・木曜日 16:15 - 16:30
- 水曜日 7:45 - 8:00